# Meritites I
Đối với những người có cùng tên gọi, xem Meritites.
Meritites I (nghĩa là "Được cha yêu thương") là một công chúa, đồng thời là một vương hậu sống vào thời kỳ Vương triều thứ 4 trong lịch sử Ai Cập cổ đại.

## Tiểu sử
Meritites I là một người con gái của pharaon Sneferu. Bà đã kết hôn với một người anh em khác mẹ, là pharaon Khufu. Một người chị em khác cũng đã kết hôn với Khufu, công chúa Henutsen. Meritites được cho là mẹ đẻ của thái tử Kauab và công chúa Hetepheres II (vợ của Kauab), do tên bà xuất hiện trên một mảnh phù điêu tại đền thờ của thái tử. Có thể các pharaon Djedefre, Khafre cũng là con của bà, tuy nhiên chỉ là phỏng đoán do bà không được gọi là "Mẹ của Vua Thượng và Hạ Ai Cập". Công chúa Meritites II cũng được cho là con của Meritites I, do tên của bà xuất hiện trên ngôi mộ mastaba G 7650 của Meritites II. Meresankh II cũng có thể là con của bà.
Theo nhà nghiên cứu Auguste Mariette, Meritites I là người rất được vua Sneferu và Khufu quý mến, dựa vào những danh hiệu trên một tấm bia tại kim tự tháp G1-b ở Giza:
"Vợ của Vua, được sủng ái bởi ngài, dành cho Horus, Mertitytes. Vợ của Vua, được sủng ái bởi ngài, Mertitytes; được yêu quý bởi Hai quý bà; người có thể nói bất cứ điều gì và chúng sẽ được thực hiện cho nàng. Lớn lao trong sự yêu mến của Snefer; lớn lao trong sự yêu mến của Khuf, dành cho Horus; được kính trọng bởi Khafre. Mertitytes."

## Kim tự tháp G1-b
Kim tự tháp G1-a ban đầu được gán cho Meritites I, nhưng sau đó lại được chuyển sang cho Hetepheres I, vợ của Sneferu. Dựa vào tấm bia nói trên, Meritites I được cho là chủ nhân của kim tự tháp G1-b, theo Mark Lehner và Rainer Stadelmann. Tuy nhiên, nhiều người cho rằng, G1-b thuộc về một vương hậu vô danh, là mẹ đẻ của Djedefre.
Phức hợp kim tự tháp G1-b, nằm ở khu nghĩa trang phía đông Giza, bao gồm một đền thờ nhỏ và một hố chôn thuyền rỗng kế bên. Những mảnh vỡ của phù điêu mang tên và danh hiệu của Meritites được lưu giữ tại Bảo tàng Mỹ thuật Boston. Nhiều mảnh vụn của các vật thể khác được tìm thấy trong ngôi mộ kim tự tháp này.

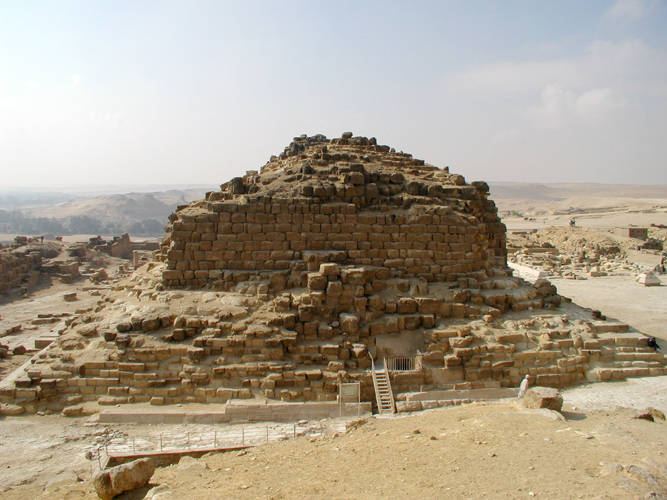
Kim tự tháp G1-b.